# Pteraster jordani
Pteraster jordani är en sjöstjärneart som beskrevs av Fisher 1905. Pteraster jordani ingår i släktet Pteraster och familjen knubbsjöstjärnor. Inga underarter finns listade i Catalogue of Life.